# Direttore del digitale
Il direttore del digitale (in lingua inglese: Chief digital officer (CDO) o Chief digital information officer (CDIO)) è un manager di elevato livello che aiuta un'azienda, un'organizzazione governativa o una città a guidare la crescita convertendo le tradizionali attività "analogiche" in digitali sfruttando il potenziale delle moderne tecnologie online e dati (ad es. trasformazione digitale) e, talvolta, sovrintende alle operazioni nei settori digitali in rapido cambiamento come applicazioni mobili, social media e applicazioni correlate, beni virtuali, nonché gestione e marketing di informazioni basate sul web. 
Si tratta di una figura relativamente nuova ma sempre più importante per le aziende in quanto segue e coordina il processo di trasformazione digitale.

## Responsabilità
Le responsabilità del direttore del digitale di un'organizzazione sono varie e continuano ad evolversi.  Egli non è soltanto un esperto digitale  ma può anche essere un esperto direttore generale. Poiché il ruolo è spesso trasformativo, i direttori del digitale sono generalmente responsabili dell'adozione delle tecnologie digitali all'interno di un'azienda.  Come con la maggior parte degli esecutivi, le responsabilità sono stabilite dal consiglio di amministrazione dell'organizzazione o da altra autorità, a seconda della struttura legale della stessa. Il direttore del digitale è responsabile non solo delle esperienze dei consumatori digitali in tutti i punti di contatto aziendali, ma anche dell'intero processo di trasformazione digitale.  
Il direttore del digitale ha responsabilità importanti e tra cui:
- analizzare e sviluppare le capacità digitali dell'azienda;
- gestire i processi tecnologici e digitali;
- stabilire delle metriche da seguire per prendere decisioni sempre comprovate dai dati;
- coinvolge i membri del consiglio di amministrazione nei processi digitali;
- creare la cultura aziendale digitale interna che aiuti il cambiamento.

Per ricoprire questo ruolo è quindi importante avere competenze trasversali che spaziano tra competenze di business, competenze relazionali e competenze digitali.
Il Direttore del Digitale ha importanti esperienze pregresse in aziende di diverso tipo e questo gli permette di saper utilizzare il digitale come mezzo strategico per portare valore all'azienda.

## Prevalenza del ruolo
Secondo uno studio di Gartner, era previsto che entro il 2015 un 25% delle aziende avrebbe creato la posizione del direttore del digitale.  Le ricerche condotte da PwC nel 2020 indicano che il 21% delle grandi imprese pubbliche ha creato un ruolo del genere.  